# Дом Голицына
...к ним, то есть к меньшому, Николаю, собирались нередко высокоумные молодые вольнодумцы. Кто-то из них, смотря в открытое окно на пустой тогда, забвенью брошенный дворец, шутя, предложил Пушкину написать на него стихи.

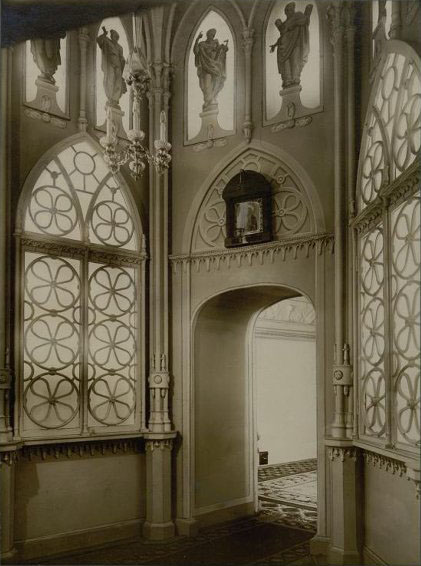
Интерьер уничтоженной в 1930-х церкви

У меня никаких писем Пушкина не было и нет. Есть стихи его рукою написанные, например, ода «Вольность», которую он в половине сочинил в моей комнате, ночью докончил и на другой день принёс ко мне написанную на большом листе.
Николай Тургенев в письме Петру Бартеневу
Дом Голицына — памятник архитектуры. Расположен в Санкт-Петербурге, современный адрес трёхэтажного дома — набережная реки Фонтанки, 20.
Построен в 1787—1790 годах неизвестным архитектором (по другим данным, Ф. И. Демерцовым) для П. В. Неклюдова. Е. И. Вадковская купила его в 1792 году и продала в казну в 1811 году. Для А. Н. Голицына дом был отделан в 1812 году.
Угловые части фасада закруглены, что позволяет предполагать, что участок дома не должен был застраиваться согласно правилам о сплошной фасадной застройке. Первый этаж, согласно традициям гражданской архитектуры XVIII века, считался цокольным, в нём сохранилась отделка вестибюля, включающая коринфские колонны. Парадные помещения располагались на втором этаже, в некоторых помещениях сохранились беломраморные камины. В здании была домовая церковь, оформленная в 1812 году А. Н. Воронихиным, её стены были отделаны белым искусственным мрамором, освещение шло через круглое окно с изображением Всевидящего Ока, две иконы были написаны В. Л. Боровиковским, царские врата сделаны по эскизу А. Л. Витберга; интерьер был уничтожен в 1930-е. Церковь во имя Пресвятой Троицы была освящена будущим митрополитом Филаретом. В центре дома расположен четырёхколонный портик под треугольным фронтоном.
На третьем этаже дома в конце 1810х жили братья Тургеневы, к которым приходил в гости А. С. Пушкин. Считается, что здесь он написал «Вольность». В здании заседало общество «Арзамас». До 1917 года принадлежал Министерству императорского двора. В 1867—1868 годах в доме жил В.Ф Адлерберг, в начале века в здании была размещена рота дворцовых гренадёров. На 1922 год в здании располагалось Русское библиографическое общество, в 1923—1924 годах — Петроградский институт книговедения (бывшая Российская книжная палата), 1940 год — Учебный филиал Индустриального техникума, в 1965—1988 годах — детский сад Дзержинского р-на № 16; детский сад Дзержинского р-на № 31, с 1965 года и до 1980х годов — Центральное Конструкторское Бюро «Строймаш», с 2009 года — ГДОУ детский сад № 110 Центрального района, ГДОУ детский сад № 16 Центрального района, на ноябрь 2016 года — «Цифербург», Голицын Лофт, кафе, несколько магазинов и салонов.